# Neosepicaea
Neosepicaea es un género perteneciente a la familia de las bignoniáceas con cinco especies de pequeños árboles.

## Taxonomía
El género fue descrito por Friedrich Ludwig Emil Diels  y publicado en Botanische Jahrbücher für Systematik, Pflanzengeschichte und Pflanzengeographie 57: 500. 1922. La especie tipo es: Neosepicaea viticoides Diels

## Especies
| - Neosepicaea aurantiaca (Diels) Steenis - Neosepicaea jucunda (F.Muell.) Steenis - Neosepicaea leptophylla (Blume) Steenis - Neosepicaea superba Steenis - Neosepicaea viticoides Diels |